# La Version irlandaise
La Version irlandaise est le dix-huitième tome de la série de bande dessinée XIII. Écrit par le scénariste régulier et créateur de XIII Jean Van Hamme, cet album n'est pas dessiné comme les autres par William Vance mais par Jean Giraud, l'auteur de Blueberry qui utilise ici le style de ses histoires de science-fiction généralement signées Moebius.
La Version irlandaise est sorti le 13 novembre 2007, en même temps que l'album numéro 19 Le Dernier Round. Initialement annoncée au 13 février 2007, la date de sortie fut finalement reportée au 13 novembre 2007. Les questions de la série concernant l'Irlande et la véritable identité de XIII y trouvent des réponses.
C'est un album dans l'album, car dans Le Dernier Round, l'œuvre est parue fictivement aux Etats-Unis dans la série XIII sous le nom de The Kelly Brian Story aux éditions Mobius et serait écrite par le journaliste Danny Finkelstein (sauvé par XIII) avec la tueuse Jessica Martin en convalescence sous le nom de Diane. 

## Résumé
1984, Belfast : Seamus O’Neil, fils d’un gréviste de la faim mort dans les prisons britanniques, rejoint l’IRA sous les ordres de son oncle Terrence Parnell.
1987 : après de nombreuses péripéties (attentats, assassinats, emprisonnement), Seamus est condamné à 20 ans de prison par la justice britannique. Il parvient à s’évader et à s’enfuir pour les États-Unis. Sous le nom de Kelly Brian, il s’inscrit à l’université de Boulder (Colorado), où il devient ami avec Jason Fly, le fils du défunt Jonathan Fly.
1992, Washington : Franck Giordino, alors directeur de la CIA, retrouve la trace de Seamus et de Jason, son neveu. Il envoie son assistante Jessica Martin enquêter sur place. Elle ne tarde pas à mettre Seamus dans son lit. Dans le même temps, Parnell recontacte Seamus et le charge de rejoindre Cuba, allié de l’IRA, où il devra suivre une formation militaire. Avant cela, il doit tuer Jason, sur le point d’être recruté par le FBI.
Seamus part dans la montagne avec Jason mais au lieu de le tuer, il lui révèle la vérité. Parnell, qui les avait suivis, tue Seamus. Mais avant qu’il ait pu exécuter Jason, il est abattu par Jessica, qui livre Jason à Giordino. S’il ne veut pas être accusé du meurtre de son ami Seamus, Jason doit accepter la mission de Giordino : rejoindre Cuba sous le nom de Kelly Brian et y devenir la taupe de la CIA. Ici commence l’histoire de XIII.

## Erreurs chronologiques
Si on suit la chronologie, il y a une véritable incohérence au niveau des années par rapport au reste de la série. L'histoire se déroule en 1992. Cinq ans plus tôt, Jason Fly était en première année d'études en sciences politique en 1987, ce qui provoque une incohérence par rapport à son âge, car il est né en 1961 et selon l'album il a 30 ou 31 ans à cette date, alors qu'il devrait avoir 24 ou 25 ans. Par conséquent l'histoire devrait se dérouler en 1986, et comporte donc de nombreuses incohérences quant à l'histoire de Kelly Brian et à ce qu'il a vécu en Irlande.